# Rio Bumbueşti
O Rio Bumbueşti é um rio da Romênia, afluente do Rio Sec, localizado no distrito de Vâlcea.